# Ліза М. Даймонд
Ліза М. Даймонд — американська психологиня і феміністка. Вона є професоркою психології розвитку та психології здоров'я в Університеті Юти. Її дослідження зосереджено на розвитку сексуальної орієнтації тагендерної ідентичності.
Найвідоміша завдяки своїй книзі 2008 року «Сексуальна плинність: розуміння жіночої любові та бажання». У цій книзі вона обговорює плинність жіночої сексуальності, базуючись на дослідженні 100 негетеросексуальних жінок протягом 10 років. Вона дійшла висновку, що термін «бісексуальність» по-справжньому не виражає різнобічний характер багатьох її предметів. Тому вона закликає «до розширеного розуміння одностатевої сексуальності».

## Раннє життя
Даймонд зацікавилася фемінізмом після того, як Бетті Фрідан виступила з доповіддю у своїй середній школі. Вона вивчала феміністичну теорію в Чиказькому університеті та вступила до правління Чиказької національної організації жінок. У цей час вона зробила камінг-аут як лесбійка і вирішила продовжувати дослідження одностатевої сексуальності замість активізму.
У 1993 році вона отримала ступінь бакалавра психології в Чиказькому університеті. Потім вона розпочала аспірантуру в Рітч Савін-Вільямс в Університеті Корнелла, де здобула ступінь магістра в 1996 році та ступінь докторки філософії у 1999 р., обидва — у галузі психології розвитку.

## Робота
В Університеті Юти Даймонд була асистенткою з 1999 по 2005 рік, а доценткою — з 2005 по 2012 рік. У 2012 році вона стала професоркою психології та гендерних досліджень. Вона працює в редакційних колегіях «Психології розвитку», «Архівів сексуальної поведінки» та інших журналах. Її дослідження зосереджені на одностатевій сексуальності, підлітковому віці жінок та людських стосунках.
У своїх дослідженнях сексуальної плинності вона виявила, що деякі жінки відзначають мінливість своєї ідентичності в сексуальній орієнтації. Даймонд ясно, що сексуальну орієнтацію не вибирають, але деякі жінки можуть добровільно змінювати ідентичність. Жінки з сексуальною плинністю, яких вона вивчала, не «переживали ці зміни як навмисні», а деякі навіть протистояли їм. Даймонд каже, що конверсійна терапія не може змінити одностатевий потяг.
Даймонд також досліджувала теорію прив'язаності як основу любові та сексуальної орієнтації, а також зв'язок між стосунками та психобіологічним здоров'ям.
Даймонд отримала Премією за видатні досягнення Комітетом APA з питань лесбійок, геїв, бісексуалів та трансгендерів у 2011 році; премію за визначну книгу Міжнародної асоціації досліджень стосунків (IARR) у 2010 році; та нагороду за її книгу «Сексуальна плинність» від Американської психологічної асоціації у 2009 році. За свою наукову кар'єру вона отримала ряд інших відзнак.

## Публікації
Серед інших робіт вона є авторкою:
- Diamond, L.M. (2018). The dynamic expression of sexual-minority and gender-minority experience during childhood and adolescence. In S. Lamb & D. Gilbert (Eds.), The Cambridge handbook of sexuality: Childhood and adolescence (pp. 92-110). New York: Cambridge University Press. Published, 01/2018.
- Spivey, L.A., Huebner, D.M., & Diamond, L.M. (2018). Parent responses to childhood gender nonconformity: Effects of parent and child characteristics. Journal of Sexual Orientation and Gender Diversity, 5, 360—370. Published, 01/2018.
- Diamond, L.M. (2018). Contemporary theory in the study of intimacy, desire, gender, and sexuality. In N. Dess, J. Marecek, D. Best, & L. Bell (Eds.), Gender, sex, and sexualities: Psychological perspectives (pp. 271—294). New York: Oxford University Press. Published, 01/2018.
- Diamond, L.M., Dickenson, J., & Blair, K. (2017). Stability of sexual attractions across different time scales: The roles of bisexuality and gender. Archives of Sexual Behavior, 46, 193—204. Published, 01/2017.
- Diamond, L.M. (2016). Sexual fluidity in males and females. Current Sexual Health Reports, 8, 249—256. Published, 01/2016.
- Diamond, L.M. (2016). Three critical questions for future research on lesbian relationships. Journal of Lesbian Studies, 21, 1-14. Published, 01/2016.
- Diamond, L.M., & Rosky, C. (2016). Scrutinizing «immutability»: Research on sexual orientation and its role in legal advoacacy for the rights of sexual minorities rights? Journal of Sex Research, 53, 363—391. Published, 01/2016.
- Bailey, J.M., Vasey, P., Diamond, L.M., Breedlove, M., Vilain, E., & Epprecht, M. (2016). Sexual orientation, controversy, and science. Psychological Science in the Public Interest, 17, 45-101. Published, 01/2016.
- Mansfield, C.D., & Diamond, L.M. (2016). Does stress-related growth really matter for adolescents' day-to-day adaptive functioning? Journal of Early Adolescence. Published, 01/2016.
- Diamond, L.M. (2016). Female sexual orientation. In A. Goldberg (Ed.), The Sage encyclopedia of LGBTQ lives in context (pp. 551—556). Thousand Oaks, CA: Sage. Published, 01/2016.
- Diamond, L.M. (2014). Sexuality and same-sex sexuality in relationships. In J. Simpson & J. Davidio (Eds.), Handbook of personality and social psychology (Vol. 3, pp. 523—553). Washington, DC: APA. Published, 01/2014.
- Farr, R.H., Diamond, L.M., & Boker, S.M. (2014). Female same-sex sexuality from a dynamical systems perspective: Sexual desire, motivation, and behavior. Archives of Sexual Behavior, 43, 1477—1490. Published, 01/2014.
- Diamond, L.M. (2014). The biobehavioral legacy of early attachment relationships for adult physiological, emotional, and interpersonal functioning. In V. Zayas & C. Hazan (Eds.), Bases of adult attachment: Linking brain, mind, and behavior (pp. 79-105). New York: Springer. Published, 01/2014.
- Diamond, L.M. (2013). Links and distinctions between love and desire. In C. Hazan and M. Campa (Eds.), Human bonding: The science of affectional ties (pp. 226—250). New York: Guilford. Published, 01/2013.
- Diamond, L.M. (2013). Sexual-minority, gender-nonconforming, and transgender youths. In D. Bromberg & W. O. Donohue (Eds.) Handbook of child and adolescent sexuality: Developmental and forensic psychology (pp. 275—300). Oxford: Elsevier Press. Published, 01/2013.
- Diamond, L.M. (2013). Sexuality in relationships. In J. Simpson & L. Campell (Eds.), Handbook of close relationships (pp. 589—614). New York: Oxford University Press. Published, 01/2013.
- Diamond, L.M. (2013). Concepts of female sexual orientation. In C. Patterson & A. R. D'Augelli (Eds.), The psychology of sexual orientation (pp. 3-17). New York: Cambridge University Press. Published, 01/2013.
- Diamond, L. M. (2012). The desire disorder in research on sexual orientation in women: Contributions of dynamical systems theory. Archives of Sexual Behavior, 41, 73–83.
- Diamond, L. M., Hicks, A. M., & Otter-Henderson, K. D. (2011). Individual differences in vagal regulation moderate associations between daily affect and daily couple interactions. Personality and Social Psychology Bulletin, 37, 731—744.
- Diamond, L. M. & Wallen, K. (2011). Sexual-minority women's sexual motivation around the time of ovulation. Archives of Sexual Behavior, 40, 237—246.
- Diamond, L.M., Fagundes, C. P., & Cribbet, M. R. (2012). Individual differences in adolescent sympathetic and parasympathetic functioning moderate associations between family environment and psychosocial adjustment. Developmental Psychology.
- Diamond, L. M. (2008). Female bisexuality from adolescence to adulthood: Results from a 10-year longitudinal study. Developmental Psychology, 44, 5–14.
- Diamond, L. M., & Dickenson, J. (2012). The neuroimaging of love and desire: Review and future directions. Clinical Neuropsychiatry, 9, 39–46.
- Diamond, L. M., Hicks, A. M., and Otter-Henderson, K. D. (2008). Every time you go away: Changes in affect, behavior, and physiology associated with travel-related separations from romantic partners. Journal of Personality and Social Psychology, 95, 385—403.